# Hypselodoris maritima
Hypselodoris maritima (лат.) — вид ярко окрашенных брюхоногих моллюсков семейства Chromodorididae из отряда голожаберных (Nudibranchia). Обитают в Тихоокеанской области.

## Таксономия
Вид был впервые описан в 1949 году под названием Glossodoris maritima Baba, 1949.

## Описание

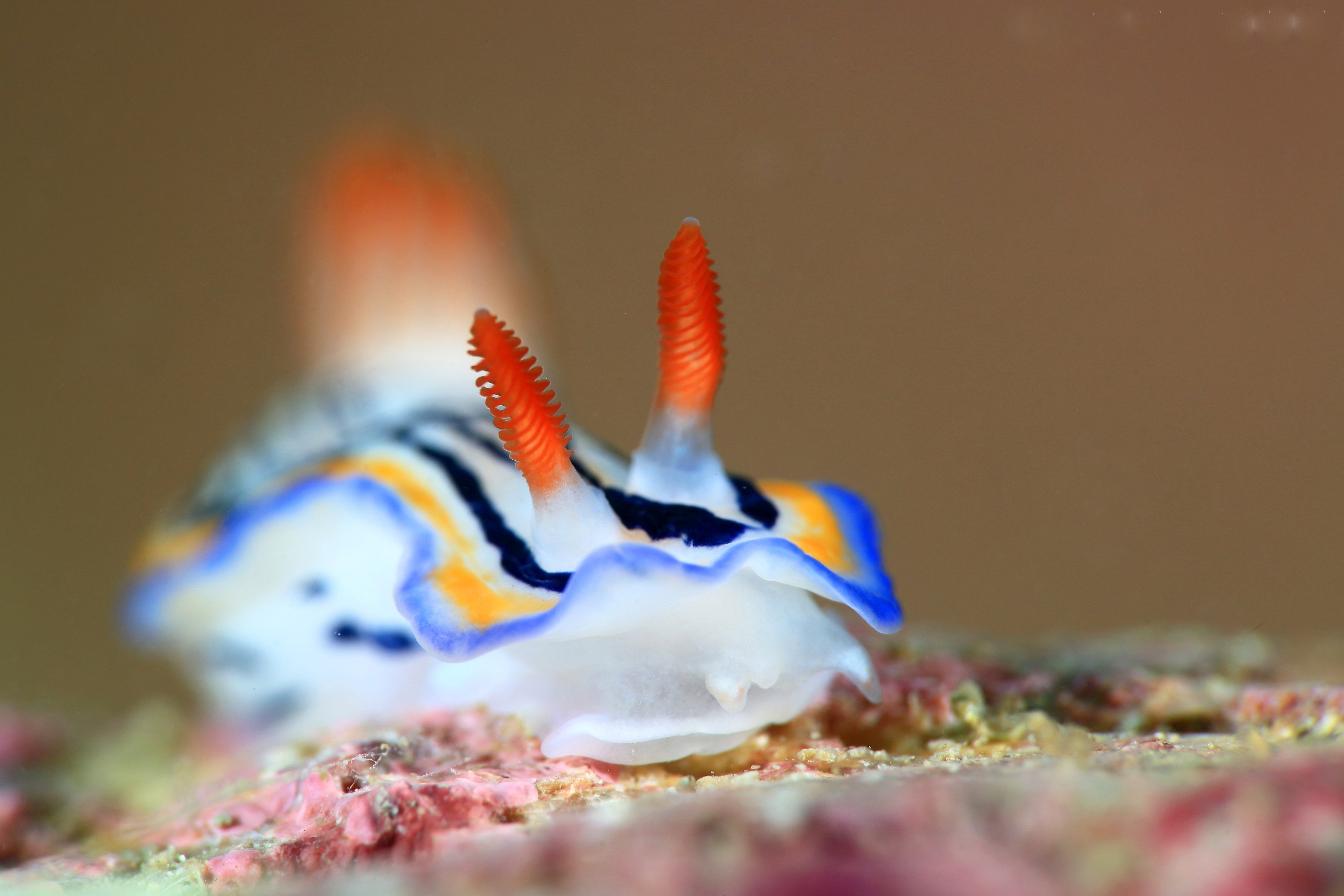
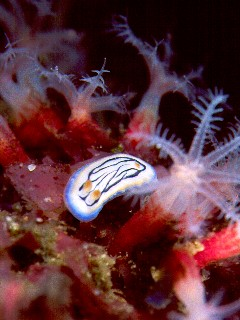

У Hypselodoris maritima белое тело с жёлто-голубым краем мантии и ноги. На верхней поверхности имеются чёрные полосатые линии. Жабры и ринофоры белые, с оранжевыми полосами. Этот вид может достигать общей длины не менее 20 мм. По внешнему виду он похож на Hypselodoris nigrolineata.

## Распространение
Этот голожаберный моллюск встречается в западной части Тихого океана от Новой Каледонии до Японии.

## Сходные виды
- Hypselodoris tryoni
- Hypselodoris variobranchia
- Hypselodoris confetti
- Goniobranchus leopardus